# 1860年大西洋飓风季
1860年大西洋飓风季共有三场强烈飓风在短短七个星期内吹袭路易斯安那州和其他美国墨西哥湾沿岸地区。全季确认存在七场风暴，其中首场于8月8日在墨西哥湾东部形成，最后一场则在10月24日后失去踪影。七场风暴中有六场达到现代萨菲尔-辛普森飓风等级下的飓风标准，其中四场成为二级飓风，一场成为三级飓风。首场飓风的最大持续风速达每小时201公里，最低气压950毫巴（百帕，28英寸汞柱），是全季最强风暴。气象学界长期以来确认本季存在的只有登陆路易斯安那州并造成重大破坏的三场飓风，但现代研究又新发现四个没有对陆地构成影响的气旋。
8月和9月各有一场飓风吹袭美国墨西哥湾沿岸地区，引起大范围低洼和沿海地区被淹，造成严重破坏和数十人丧生。部分地点的洪水超过3.7米深，两场风暴破坏的核心地区相距不远。甘蔗作物受到两场飓风重创后，10月初的另一场风暴又令灾情雪上加霜。三个气旋都对财物和基础设施造成破坏。第三场风暴登陆期间在新奥尔良及周边地区产生狂风。除此以外的四个气旋都远离陆地，除导致部分船只受灾外没有造成重大破坏。

## 背景
包括卫星图像在内的各种现代热带气旋追踪技术面世前，许多没有直接影响陆地的飓风都不为人类所知，而且人们往往要在受袭后才能确认风暴存在，这导致年代久远的许多飓风季信息不够完整。气象学家已在使用现代技术手段设法确定已知风暴的移动路线，同时确认是否还有之前未发现的气旋存在，目前这项工作仍在继续。许多飓风存在的仅有证据就是沿途船只的报告，根据船上经受的风速、风向，以及风暴与船的相对位置来大致推断气旋环流中心当时所在位置。1860年大西洋飓风季已知存在的七场风暴中有四场是飓风专家何塞·费尔南德斯-帕塔加斯（José Fernández-Partagás）在重新分析1851至1910年大西洋飓风季期间通过这种方式确认存在，他还进一步完善之前已由学界确认存在的另外三场飓风路径。美国国家海洋和大气管理局的大西洋飓风再分析计划认同帕塔加斯及其同僚的绝大多数发现，并根据这些发现更新大西洋飓风数据库，但部分内容略有调整。大西洋飓风数据库是此类风暴路径、强度等数据的正式来源，但考虑到当时的可靠纪录太少，部分风暴的信息可能依然有欠完整。
全季各场风暴的最大持续风速都是根据任何可用来源推算得出，但只有登陆美国的三场飓风才有中心最低气压估计值。气旋深入内陆后的强弱变化和消散情况也缺乏文献记载，三场登陆飓风的这些数据都是根据1995年面世的内陆风暴衰减模型推算得出。

## 风暴

### 第一号飓风
根据大西洋飓风数据库记载，本季第一个热带气旋于8月8日在墨西哥湾东部、佛罗里达半岛西岸近海形成，不过早在8月5日时，就有船只在从古巴哈瓦那前往纽约途中遇到可能由这场飓风产生的狂风。气旋起初三天向西南方向飘移并逐渐增强，风速在现代萨菲尔-辛普森飓风等级下属三级强度，成为大型飓风。风暴从8月11日开始缓慢转朝北面移动，然后又向东转向，于当天中午左右达到持续风速每小时210公里的最高强度。:1–2
气旋以斜角逼近陆地，从今路易斯安那州普拉克明堂区布尔伍德（Burrwood）靠岸并经过密西西比河三角洲。8月12日清晨，风暴从比洛克西和帕斯卡古拉之间登陆密西西比州。飓风在继续深入内陆的同时迅速减弱并转向东面移动，很可能在位于乔治亚州南部上空时降至不足热带风暴标准强度。不过，大西洋飓风数据库对1871年以前的风暴强度分级不包含热带低气压级别，所以仍将逐渐穿越美国东南部的气旋视为热带风暴。到8月14日，气旋已进入西大西洋，附近多艘船只的观测纪录表明风暴强度在开放水域上空略有回升，但只持续数天就不知所踪。:1–2
8月11日，路易斯安那州新奥尔良天气恶劣，风速约为每小时80公里并伴有暴雨:1–2。路易斯安那州东南部受到飓风重创，持续的狂风引发强烈风暴潮，致使庞恰特雷恩湖东部尽头的低洼社区被深达3.7米的洪水淹没，至少有35至40人溺毙:1–2。整个城镇“几乎没有一幢房屋留存”:174。庞恰特雷恩湖附近的铁路码头几乎被完全摧毁，距新奥尔良不远的米尔内伯格（Milneburg）也被淹没，居民乘船逃生。洪水将普拉克明堂区大面积区域淹没，飓风来袭时的强度创下1812年来新高。至少还有另外20人溺亡，考虑到密西西比河沿岸约两百渔民面对急剧上涨的水位可能很难找到躲避场所，因此实际死亡人数可能还要高得多。气旋几乎将堂区所有的甘蔗田夷为平地，据风暴过后的估算，损失的蔗糖约有两千大桶。风暴造成的经济损失总额超过25万美元。:174部分水稻和玉米作物被毁，卡特岛（Cat Island）有三百头牛因洪灾溺毙。
8月9日晚，今普拉克明堂区派洛敦（Pilottown）降下倾盆大雨，同强烈潮汐一起导致洪水泛滥:174–175。海水在8月10日夜间席卷全镇，直到正午时分才随大风转向而逐渐退去。大面积房产受损，许多树木倒塌。飓风致使多艘船舶搁浅，码头被毁，造成的损失“难以估量”，但初步认定数额约为一万美元。当地没有人员丧生。:174–175密西西比州比洛克西从8月11日早上开始刮起狂风，一直持续到次日早上。比洛克西的风暴潮有三米高，阿拉巴马州莫比尔风雨交加，并透过之前没有发现的裂缝或缝隙进入室内，据文献记载，往常的降雨不会导致这种情况。:174–175水位上涨程度足以引发轻度洪灾，但远不及其他地区情况严重。向东远至佛罗里达州的彭萨科拉都出现暴风雨，该市降雨量有77毫米，并伴有密集的雷鸣和闪电。:174–175整场飓风至少夺走47条人命。

### 第二号飓风
第一号飓风消散一个多星期后，佛罗里达州以东洋面形成另一场热带风暴。气旋总体向东北移动，路径大致同美国东岸平行，于8月25日达到风力时速169公里的最高强度，在现代萨菲尔-辛普森飓风等级下属二级飓风标准。风暴的前进方向大致保持不变，在达到最高强度后不久就开始减弱，最终于8月26日经过新英格兰以东海域后失去踪影。早期文献中没有记录这场飓风，直到现代才由气象学家根据多艘船只的纪录重建气旋路径。8月24日，“玛丽·鲁塞尔号”（Mary Rusell）船只遇到风暴并遭受一定程度破坏。次日，强烈的东南风又导致“罗西斯号”（Rocius）下沉，船长及其他船员幸得“苏黎世号”（Zurich）救援。:2–3

### 第三号飓风
本季经过现代再分析计划发现的第二场风暴源自“海洋浪花号”（Ocean Spray）保存的气象纪录，该船于9月11日遇到强烈东北风，风向还逐渐转为西北风。根据风速推断，气旋达到一级飓风标准，但由于纪录极度匮乏，风暴的移动路线无从考证，只能确认气旋曾在纽芬兰岛东南方向较远处洋面经过。:3

### 第四号飓风
9月中旬，此前遭遇8月飓风重创的美国墨西哥湾沿岸地区又受到另一场飓风袭击。风暴最早是9月10日夜间在墨西哥湾东南部出现，但考虑到缺乏记载，气旋的推断移动路线可能与实际情况大相径庭。大西洋飓风数据库记载的路径开始时风暴持续风速就已达每小时160公里，属二级飓风强度。气旋以大规模环形路线北上穿越墨西哥湾中部，于9月14日从路易斯安那州的密西西比河三角洲地区登陆:3, 5。飓风继续朝东北偏北移动，最终于9月16日逐渐消散。
今普拉克明堂区派洛敦地区直接受到气旋冲击，受灾情况最为严重。风暴影响从9月14日下午持续到次日上午，当地不但出现暴雨，还降下大颗冰雹，几乎所有的建筑都被摧毁。虽有部分建筑足以承受狂风袭击，但都被随后的洪水冲走。普拉克明堂区单一处地点就有十人因洪水遇难。灾情最重社区的居民被迫涉水前往更加安全的地点，部分路段的水位有人的肩膀高。庞恰特雷恩湖的湖水之前已在东北风的推动下淹入南岸多个渔业和度假小镇，飓风产生的强劲北风更令灾情雪上加霜，南岸沿线的许多棚屋、码头和浴室被毁。:176洪灾导致普拉克明堂区多人淹死。飓风致使多艘船舶搁浅，其中包括“加尔维斯顿号”（Galveston）汽船:3, 5。
《时代花絮报》（The Times-Picayune）发文指出，9月的这场飓风虽然没有在任何地点长时间逗留，但在8月来袭风暴的影响下还是造成重大破坏，因为8月时当地的沼泽已接近干涸，所以庞恰特雷恩湖的水有天然出口，但到9月飓风来袭时，沼泽含水量已基本饱和，米尔内伯格街道的水位上涨，还有部分铁路被淹:3, 5。新奥尔良出现暴雨和强烈阵风，但没有发生洪灾。比洛克西很可能是受灾最严重的地区，不但灯塔被卷入大海，连海岸线都深入内陆6.1至9.1米之多。风暴期间有一间酒店倒塌，至少一人遇难，全城到处都堆积着各种垃圾。:176密西西比州东帕斯卡古拉的海潮水位创下约40年来新高，附近的一座码头被摧毁。经初步估算，当地的损失数额约为四万美元。阿拉巴马州莫比尔的灾情同样十分严重，共计100万美元损失中大部分来自码头被淹而失去的棉花。:176帕斯卡古拉的水位在短短20分钟里就上涨2.1米之多:3, 5。

### 第五号热带风暴
本季第五场风暴也是经现代重新分析确认存在。气旋于9月18日在波多黎各以北较远处洋面成形，气象学家通过集合多艘船只的观测纪录认定风暴蜿蜒向西北移动，从美国东岸和百慕大间的中途附近海域经过后又朝东北前进。从已有信息来看，气旋很可能自始至终都保持在热带风暴强度标准，最终于9月21日从新英格兰东南方向海域经过后失去踪影。:5

### 第六号飓风
1860年未经季后重新分析就确定存在的第三场飓风是在墨西哥湾中南部形成。据1963年出版的文献记载，风暴沿墨西哥湾北岸移动；但经过之后的重新分析，气象学家认定气旋路径应朝南面偏移，同时还根据多份船只观测纪录推定飓风的增强过程。9月30日左右，尤卡坦半岛近海的一艘双桅纵帆船遇到暴风雨并伴有东南风，船只被迫向北飘移。接下来几天里气旋向北移动，:6于10月2日清晨达到风力时速169公里的最高强度。飓风很可能于10月2日正午左右从阿查法拉亚盆地（Atchafalaya Basin）登陆，然后从新奥尔良以西经过:6，在进入密西西比州中部前减弱成热带风暴。新奥尔良的狂风持续时间超过24小时:6。
新奥尔良地区因这场风暴的受灾程度比之前登陆的两场飓风要高，人口最稠密的地区位于气旋的东部半圆内，这也是飓风最强烈的其中一个象限，普拉克明堂区居民称这是他们经历过的最强风暴。气旋来袭时，当地的制糖生产季刚刚开始，风暴将新奥尔良以南及西南方向的大范围甘蔗田摧毁，还夷平许多用于存放农业设备的棚屋。狂风在路易斯安那州中南部造成“无与伦比的破坏”，建筑受到重创。风暴期间，新奥尔良市内街道上几乎无法立足行走。:177伴随狂风的还有超过130毫米雨量，新奥尔良有13人因飓风丧生。一幢五层高的砖石建筑在飓风中倒塌，砸中旁边的两幢建筑，共造成两人遇难。另外有许多建筑物的屋顶和玻璃受损，还有电报及警用线路中断。:177
强烈东风在庞恰特雷恩湖引起风暴潮，导致新奥尔良东部和北部地区被淹。洪水强度“前所未有”，从密西西比河畔延绵1.21公里，直到10月4日清晨才开始消退。位于庞恰特雷恩湖西岸和西北岸上的杰克逊铁路洪水有1.5米深，约18公里长的铁轨被水冲走。面对上涨的水位，铁路附近许多人家被迫离开家园，寻求庇护。巴吞鲁日城内及周边有许多煤船和汽船进水或沉没，该市此前已有多年没有经受过强烈飓风的袭击。密西西比州有不计其数的树木被连根拔起，更北面的区域也有农作物受损。:178自1840年遭受龙卷风袭击以来，纳切兹还从未遭遇如此强烈的狂风肆虐。虽然飓风的吹袭地点比前两场更偏西面，但强风的影响范围却向东延伸至彭萨科拉。

### 第七号飓风
本季最后一场风暴于10月下旬形成及消散，移动路线同第五号热带风暴基本相同，在大西洋盆地西南部形成后从美国东岸和百慕大之间蜿蜒北上。气旋是经现代再分析发现，并且只能大致推定10月20至24日的移动路线。根据多艘船只的观测纪录，据信气旋的最高强度达到二级飓风标准，于10月24日清晨经过新斯科舍东南方向海域后失去踪影。气象学家估计，这场飓风只对海上船只构成威胁，有多艘船只遇险。少数船舶受到显著破坏：“贡德尔号”（Gondar）遭遇的风力“如此之强，连桅杆顶部都被刮断，船只横向倾倒，主桅杆被砸得粉碎。”:7